# كيت رايموند
كيت رايموند (21 مايو 1930 - 25 يناير 2009) (بالإنجليزية: Kit Raymond)‏ هي لاعبة كريكت أسترالية. شاركت مع منتخب أستراليا الوطني للكريكت.

## وصلات خارجية
- كيت رايموند على موقع إي آس بي آن كريك إنفو (الإنجليزية)